# Tueurs à gages (film, 1997)
Pour les articles homonymes, voir Tueur à gages (homonymie).
Pour plus de détails, voir Fiche technique et Distribution.
Tueurs à gages ou Le Tueur de Grosse Pointe au Québec (Grosse Pointe Blank) est une comédie noire cinématographique américaine réalisée par George Armitage, sortie le 11 avril 1997 et mettant en vedette John Cusack et Minnie Driver.

## Synopsis
Alors que ses camarades de classe sont devenus des gens à peu près respectables, Martin Blank est devenu lui, un tueur à gages, un des meilleurs. Mais le métier devient de moins en moins intéressant et surtout sans avenir. De retour à Grosse Pointe pour terminer un contrat et assister à la soirée des anciens du collège, il se retrouve face à un tueur à gages rival.

## Fiche technique
- Titre français : Tueurs à gages
- Titre québécois : Le Tueur de Grosse Pointe
- Titre original : Grosse Pointe Blank
- Réalisateur : George Armitage
- Scénario : Tom Jankiewicz, D. V. DeVincentis, Steve Pink et John Cusack
- Musique : Joe Strummer
- Photographie : Jamie Anderson
- Montage : Brian Berdan
- Production : Susan Arnold, Roger Birnbaum et Donna Roth
- Société de production : Hollywood Pictures, Caravan Pictures et New Crime Productions
- Société de distribution : Buena Vista Pictures Distribution (États-Unis)
- Pays d'origine : États-Unis
- Genre : Action, comédie noire et thriller
- Durée : 107 minutes
- Date de sortie : 11 avril 1997

## Distribution
- John Cusack (V.Q. : Sébastien Dhavernas) : Martin Q. Blank
- Minnie Driver (V.Q. : Élise Bertrand) : Debi Newberry
- Alan Arkin (V.Q. : Ronald France) : Dr Oatman
- Dan Aykroyd (V.Q. : Mario Desmarais) : Grocer
- Joan Cusack (V.Q. : Natalie Hamel-Roy) : Marcella
- Hank Azaria (V.F. Constantin Pappas ; V.Q. : Jean-Marie Moncelet) : Steven Lardner
- K. Todd Freeman (V.Q. : Pierre Auger) : Kenneth McCullers
- Jeremy Piven (V.Q. : Jean-Luc Montminy) : Paul Spericki
- Mitch Ryan (V.Q. : André Montmorency) : Bart Newberry
- Michael Cudlitz (V.Q. : Benoit Rousseau) : Bob Destepello
- Benny Urquidez : Felix La PuBelle
- Duffy Taylor : Ultimart Carl
- Audrey Kissel : Arlene
- Carlos Jacott (V.Q. : Gilbert Lachance) : Ken
- Brian Powell : Husky Man
- Ann Cusack (V.Q. : Anne Bédard) : Amy
- D.V. DeVincentis : Dan Koretzky
- Barbara Harris : Mary Blank
- Wendy Thorlakson : Melanie, la serveuse
- Belita Moreno (V.Q. : Sophie Faucher) : Mme Kinetta
- Patrick O'Neill : Nathaniel
- Jenna Elfman : Tanya
- Steve Pink : Terry Rostand
- K. K. Dodds : Tracy
- Traci Dority : Jenny Slater
- Doug Dearth : Eckhart

Source et légende : Version québécoise (V.Q.) sur Doublage Québec.
Note : Le doublage québécois a été conservé lors de sa sortie en vidéo en France.